# 吹夢巨人 (2016年電影)
是一部2016年美國奇幻冒險片，由史蒂芬·史匹柏執導和監製。電影改編自羅爾德·達爾創作的1982年同名小說。由露比·巴恩希爾、馬克·勞倫斯、比爾·哈德爾和蕾貝卡·霍爾主演。
華特迪士尼工作室電影將電影於2016年7月1日在美国上映，並同時釋出迪士尼數位3D與RealD 3D版本。儘管電影獲得正面居多的評價，但全球票房總計僅1.95億美元。

## 劇情
在巨人國裡，所有巨人都會吃人。唯獨身長八公尺，在群體中顯得較矮的吹夢巨人不吃人。善良的他會在小朋友睡覺的時候把好夢用小喇叭吹進小朋友的腦袋裡，所以又被稱為「吹夢巨人」。 直到有一天一位名叫蘇菲的小女孩發現了他，之後便與英格蘭女王，三人一同成功制伏侵略人類世界的吃人巨人。

## 演員
- 馬克·勞倫斯 飾 吹夢巨人（The BFG）國語配音：孫中台
- 露比·巴恩希爾（英语：Ruby Barnhill） 飾 蘇菲（Sophie）國語配音：李陶陶
- 潘尼洛普·威爾頓（英语：Penelope Wilton） 飾 伊莉莎白二世女王（Queen Elizabeth II）國語配音：陳季霞
- 蕾貝卡·霍爾 飾 The Queen's maid 國語配音：蔣篤慧
- 比爾·哈德爾 飾 The Bloodbottler 國語配音：王希華
- 傑梅奈·克萊門特 飾 The Fleshlumpeater配音：陳幼文
- 丹尼爾·培根（英语：Daniel Bacon）飾 The Bonecruncher 國語配音：夏治世
- 克里斯·吉布斯 飾 The Gizzardgulper 國語配音：楊少文
- 亞當·高德利（英语：Adam Godley） 飾 The Manhugger 國語配音：張至超
- 強納森·福爾摩斯 飾 The Childchewer 國語配音：鈕凱暘
- 保羅·莫尼斯·狄薩 飾 The Meatdripper 國語配音：周寧
- 歐拉法·達利·歐拉夫森飾 The Maidmasher 國語配音：姜先誠

## 發行
電影在美國發行於2016年7月1日，並由華特迪士尼工作室電影發行於世界各地，除了歐洲、非洲和中東地區是由夢工廠負責。夢工廠的合作夥伴Reliance Entertainment將負責印度的發行權，而Entertainment One則定於2016年7月22日在英國上映。

### 評價
《吹夢巨人》獲得了普遍好評。爛番茄根據307位專業影評人持有74%的新鮮度，平均得分6.7/10，而在Metacritic上得到66分，IMDB上得6.4分，正面評價居多。

### 票房
美國於2016年7月1日上映，首映週末票房僅1960萬美元，位居當週票房排名第四，表現不佳。Deadline.com認為，這是一個可怕的開始，因電影的成本高達1.4億美元，台灣則於8月11日上映，首映週末獲466萬新台幣位居當週第三，次週獲259萬降至第六，上映第3週以120萬位居第九。

## 另見
- 《吹夢巨人（英语：The BFG (1989 film)）》：1989年動畫電影。

## 外部連結
- 互联网电影数据库（IMDb）上《吹夢巨人》的资料（英文）
- 爛番茄上《吹夢巨人》的資料（英文）
- Metacritic上《吹夢巨人》的資料（英文）
- Box Office Mojo上《吹夢巨人》的資料（英文）
- AllMovie上《吹夢巨人》的资料（英文）
- 開眼電影網上《吹夢巨人》的資料（繁體中文）
- 豆瓣电影上《吹夢巨人》的資料 （简体中文）
- 时光网上《吹夢巨人》的資料（简体中文）